# Kazaliczky Antal
Kazaliczky Antal (Mozsgó, 1852. május 10. – Budapest, 1917. november 5.) magyar színész, színműíró.

## Pályája
A Színészeti Tanoda elvégzése után a Nemzeti Színház ösztöndíjas tagja volt, majd onnan Miklóssy Gyulához szerződött, Pécsre, drámai szerepkörre. Az 1880-as évek végén Mosonyi Károlynál, 1891-től Krecsányi Ignác buda-temesvári társulatánál szerepelt, ahol a Délmagyarországi Közlönyben több dramaturgiai cikke jelent meg. 1896-ban a Vígszínház szerződtette. E színház első nagy együttesének sokat foglalkoztatott színésze. Több színdarabot írt, a drámabíráló bizottság tagja volt. 1908-ban a Hazaáruló c. tragédiája megnyerte az MTA Teleki-díját.
Neje Bocsó Jolán, színésznő, született 1861-ben, Aradon. 1878-ban lépett a pályára, szülővárosában. 1878. május 18-án lépett vele házasságra, Nagyenyeden. 1880—81-ben Sztupa Andornál működött.

## Művei
- A gulyás (színmű, Kolozssvár, 1882)
- Ibolyáslány (színmű, bemutatva Budai színkör, 1883)
- Délibábok (színmű, bemutatva Népszínház, Budapest, 1893)
- Garasos alispán (színmű, bemutatva Nemzeti Színház, Budapest, 1896)
- A harang (színmű, bemutatva Vígszínház, Budapest, 1898)
- A tetemrehívás (1904)
- A honáruló (1908)
- A kard becsülete (1910)

A Kék nefelejcs című magyar nóta szövegírója 
YouTube-videó. YouTube

## Fontosabb szerepei
- A püspök (Flers–Caillavet: A király)
- Macbeth (William Shakespeare: Macbeth)
- Othelló (Shakespeare) [1]

- Bourignard (Kövér Lajos: A szép marquisné)

Szerepelt a Halálos csönd (1918) című magyar némafilmben.